# Mikromort
Ein Mikromort ist eine Maßeinheit für das Risiko und bezeichnet eine Wahrscheinlichkeit von 0,000001 (eins zu einer Million) zu sterben. Die Risikobehaftetheit von Tätigkeiten oder Umständen kann in Mikromort angegeben werden. Eine Mikrowahrscheinlichkeit (microprobability) ist eine Wahrscheinlichkeit von eins zu einer Million, dass ein bestimmtes Ereignis eintritt; ein Mikromort ist entsprechend die Mikrowahrscheinlichkeit des Todes. Der Mikromort wurde 1980 durch den Entscheidungstheoretiker Ronald A. Howard vorgeschlagen.

## Entscheidungsanalytische Anwendung

### Risikoeinschätzung
Eine Anwendung von Mikromorts ist die Messung von durch Personen getroffenen Risikoeinschätzungen. So lässt sich beispielsweise die finanzielle Summe betrachten, für die eine befragte Person bereit ist, mit einer Wahrscheinlichkeit von eins zu einer Million zu sterben (oder auch die Summe, die jemand zu zahlen bereit ist, um eine solche Wahrscheinlichkeit zu vermeiden). Auf solche direkten Nachfragen hin werden hohe Summen genannt; doch aus Alltagsentscheidungen (z. B. dem Preis, den Menschen für zusätzliche Sicherheit ihres Autos zu zahlen bereit sind) lassen sich Werte um etwa 50 Dollar ableiten (im Jahr 2009).

### Baseline
Das durchschnittliche Risiko, an einem bestimmten Tag zu sterben, lässt sich aus der durchschnittlichen Lebensspanne ableiten. Beträgt sie beispielsweise 80 Jahre, so kommt auf diese etwa 29.200 Tage ein Tod. Daraus folgen durchschnittlich etwa 34 Mikromort pro Tag, bei durchschnittlich 90 Lebensjahren wären es etwa 30 Mikromort pro Tag. Solche Werte gelten für einen Bevölkerungsquerschnitt; die Anzahl Mikromort pro Tag variiert jedoch für Bevölkerungsgruppen unterschiedlichen Alters, Geschlechts oder Lebensstils.
Bei Betrachtung einer gesamten Population lässt sich die Anzahl der Personen, die pro Tag sterben, ins Verhältnis zur Gesamtbevölkerung setzen. Beispielsweise wurden 2019 im Vereinigten Königreich etwa 605.000 von rund 66.834.000 Einwohnern als tot registriert, also durchschnittlich täglich etwa 1657 Personen. Hierbei wurden alle Todesarten berücksichtigt; rückblickend lässt sich damit die durchschnittliche allgemeine Sterberate für das Jahr mit etwa 9 je 1 Tausend, für einen Tag mit etwa 25 je 1 Million angeben. Durch Klärung aller Todesfälle und Ausschluss der Fälle natürlichen Todes lässt sich das Risiko eines nicht natürlichen Todes berechnen. Im Vereinigten Königreich hatten durchschnittlich etwa 50 Todesfälle pro Tag keine natürliche Todesart, das allgemeine durchschnittliche Risiko für einen nicht natürlichen Tod lag damit bei etwa 0,8 Mikromort pro Tag (höher lag es z. B. 2010 in den Vereinigten Staaten).

### Risikofaktoren
Folgende Risikofaktoren entsprechen etwa einem Mikromort, weil sie mit einer gewissen messbaren Wahrscheinlichkeit die nachstehend genannten Todesursachen auslösen:
- 1,4 Zigaretten rauchen (Krebs, Herzerkrankungen)
- 0,5 Liter Wein trinken (Leberzirrhose)
- eine Stunde in einem Kohlebergwerk verbringen (Staublunge)
- drei Stunden in einem Kohlebergwerk verbringen (Unfall)
- zwei Tage in New York oder Boston leben (1979) (Luftverschmutzung)
- zwei Monate in Denver leben (Krebs durch kosmische Strahlung)
- zwei Monate mit einem Raucher zusammen leben (Krebs, Herzerkrankungen)
- ein Jahr lang das Trinkwasser von Miami trinken (Krebs durch Chlor)
- 100 über Kohle gebratene Steaks essen (Krebs durch Benzopyren)
- 40 Esslöffel Erdnussbutter essen (Leberkrebs durch Aflatoxin B)
- 6 Minuten Kanu fahren (Unfall)
- 10 km mit dem Motorrad fahren (Unfall)[10]
- 32 km mit dem Fahrrad (Unfall)[10]
- 370 km mit dem Auto fahren (Unfall)[10]
- 1609 km mit dem Flugzeug fliegen (Unfall)
- 9656 km mit dem Flugzeug fliegen (Krebs durch kosmische Strahlung)
- 9656 km mit dem Zug fahren (Unfall)[10]
- sich einer modernen Röntgenuntersuchung unterziehen (Krebs durch Strahlung)
- eine Tablette MDMA (Ecstasy) konsumieren[10]

Ein Tauchgang mit Atemgerät entspricht etwa fünf Mikromorts, ein Fallschirmsprung (in den USA) etwa 7. Ein Kaiserschnitt zählt 170, eine Bypassoperation 16.000 Mikromorts. Das Risiko einer Besteigung des Mount Everest wurde mit 35.000 Mikromorts berechnet.
Weitere Vergleiche:
- Ein Marathonlauf: 7 Mikromorts
- vier Tage Skifahren: 3 Mikromorts
- eine Vollnarkose: 80–90 Mikromorts[13]